# Phytomyza hirsuta
Phytomyza hirsuta är en tvåvingeart som beskrevs av Spencer 1976. Phytomyza hirsuta ingår i släktet Phytomyza och familjen minerarflugor.
Artens utbredningsområde är Finland. Inga underarter finns listade i Catalogue of Life.